# Карпенково (Воронежская область)
Карпе́нково — село в Каменском районе Воронежской области России.
Административный центр Карпенковского сельского поселения

## Население
| 1859 | 1897  | 2010 |
| ---- | ----- | ---- |
| 1566 | ↗2462 | ↘883 |

## Улицы
| - ул. Будёновская, - ул. Дружбы, - ул. Луговая, - ул. Механизаторов, - ул. Мира, | - ул. Озёрная, - ул. Полевая, - ул. Садовая, - ул. Солнечная, - ул. Центральная. |